# Capanna Leìt
Die Capanna Leìt (deutsch Leithütte) ist eine Schutzhütte im oberen Valle Leventina, auf dem Gebiet der Gemeinde Quinto im Kanton Tessin. Sie steht auf einer Höhe von 2257 m ü. M. in den Lepontinischen Alpen.

## Geschichte
Die ehemalige Alphütte wurde 1980 durch eine neue ersetzt, die 1991 erweitert wurde. Sie gehört zur Sektion Mendrisio der Società Alpinistica Ticinese (SAT) und dem Dachverband Federazione Alpinistica Ticinese (FAT). 
Die zweistöckige Hütte verfügt über zwei Aufenthalts- und Essräume mit 64 Sitzplätzen. Die Küche ist mit einem Holz- und Gasherd und Kochgeschirr ausgerüstet. Toiletten und fliessend Wasser befinden sich im Inneren des Gebäudes. Die Beheizung erfolgt mit Holz und die Beleuchtung mit Solarzellen. Die 64 Betten sind in sechs Zimmer aufgeteilt. Die Hütte ist ganzjährig offen und nicht bewartet.

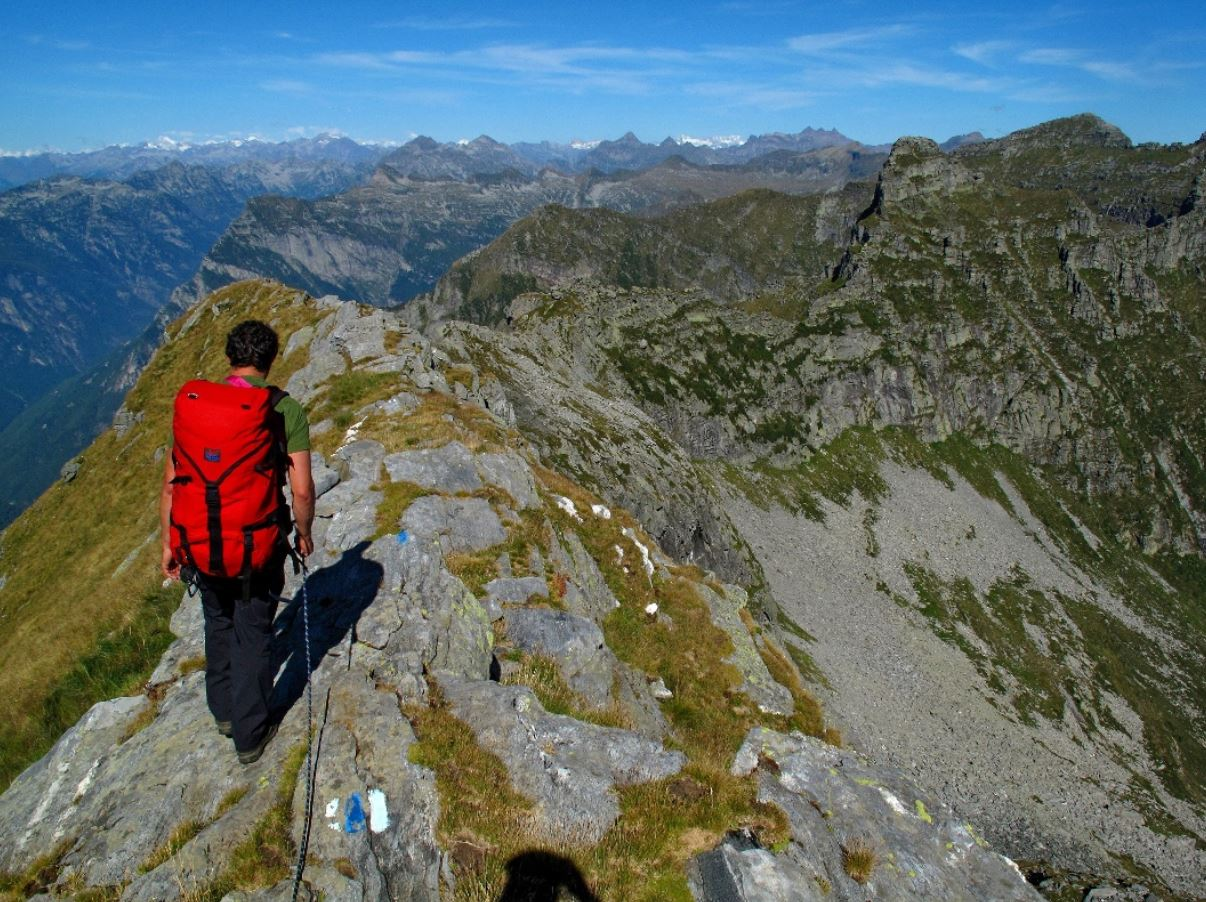
Via Alta Idra

Die Hütte ist Etappenort der dritten Etappe des Höhenwegs Via Alta Idra, der in 12 Etappen von der Quelle des Flusses Tessin bis zu seiner Mündung in den Lago Maggiore führt.

## Zustiege
- Vom Lago Tremorgio (1848 m ü. M.) in 1 ½ Stunden Gehzeit (Schwierigkeitsgrad T2). Der Tremorgiosee ist von Rodi-Fiesso mit der Seilbahn erreichbar. Rodi-Fiesso ist mit öffentlichen Verkehrsmitteln erreichbar.
- Von Dalpe  (1192 m ü. M.) in 3 ½ Stunden (T2). Dalpe ist mit öffentlichen Verkehrsmitteln erreichbar.
- Von Rodi-Fiesso (979 m ü. M.) in 3 ½ Stunden (T2). Rodi-Fiesso ist mit öffentlichen Verkehrsmitteln erreichbar.
- Von Fusio (1289 m ü. M.) in 4 Stunden (T2).

## Wanderungen
- Rundgang (Giro) im Val Piumogna in 5 Stunden (T3).

## Nachbarhütten und Übergänge
- Capanna Tremorgio in 1 Stunde.
- Rifugio Garzonera in 4 Stunden (T3/T4).[4]
- Capanna Campo Tencia in 2 Stunden (T3).[5]
- Rifugio Alpe Sponda in  5 Stunden (T4).[6]